# Kaki-Mroczki
Kaki-Mroczki – wieś w Polsce położona w województwie mazowieckim, w powiecie przasnyskim, w gminie Krzynowłoga Mała. Ma status sołectwa.
Wieś Kaki-Mroczki od momentu powstania w XV w. aż do 1793 r. położona w parafii Krzynowłoga Mała w powiecie przasnyskim w ziemi ciechanowskiej w województwie mazowieckim (do 1526 r. w Księstwie Mazowsza). Na mocy postanowień Sejmu Grodzieńskiego przyłączona wraz z całym z powiatem przasnyskim do ziemi różańskiej. W 1798 r. w wyniku reformy zaborcy pruskiego – w kreisie przasnyskim w kamerze płockiej. Następnie w wyniku zmian politycznych podlegała powiatowi (następnie obwodowi, ujezdowi) przasnyskiemu w departamencie (następnie województwie, guberni) płockim. W czasach II Rzeczypospolitej oraz PRL aż do reformy 1975 r. w powiecie przasnyskim województwie warszawskim.
W latach 1975–1998 miejscowość administracyjnie należała do województwa ostrołęckiego.
W latach 1818-1859 wieś Kaki-Mroczki była siedzibą gminy dominialno-drobnoszlacheckiej. Następnie przyłączona do gminy Krzynowłoga Mała.
Od 1938 roku wyłączona z parafii Krzynowłoga Mała i przeniesiona do nowo utworzonej parafii Skierkowizna.
Wieś Kaki założona przed 1437 roku na terenie uroczysk Stare Pieczyska, Wielkie Błota, Świdrowskie i Dziewicze wokół Kobylego Ostrowa. Nadana przez książąt mazowieckich dla rodu Kościeszów. Nadania powiększane były dwukrotnie w 1473 i 1495 roku. Dziedzice tych dóbr przyjęli trwałe nazwisko Kakowskich w połowie XVI w. W wyniku rozrodzenia i licznych podziałów dóbr wieś z końcem XVI w. rozpadła się na 5 przysiółków: Kaki-Mroczki, Kaki-Żubły, Kaki-Jesie, Kaki-Witułdy, Kaki-Xyty. W latach 30. XVI w. wydzielono dodatkowo: Kaki-Kormony i Kaki-Nowiny alias Gotardy.
W latach 1635-1665 Andrzej Kakowski, syn Floriana de Kaki-Mroczki dokonał skupu znakomitej większości części w tychże przysiółkach. W wyniku jego działalności gospodarczej zanikły okoliczne przysiółki, a w ich miejsce powstał dwór z folwarkiem z siedzibą w Kakach-Mroczkach i 4 gospodarstwa drobnoszlacheckie na koloniach, które obroniły się przed tym wykupem.
Folwark został sprzedany z końcem XVII w. przez Michała Stanisława Kakowskiego, syna powyższego Andrzeja, swemu kuzynowi Aleksandrowi Kakowskiemu, synowi Michała, ten zaś odsprzedał go w 1697 r. Szymonowi Niestojemskiemu. Odtąd wielokrotnie aż do 1939 r. następowały zmiany właścicieli tych dóbr.
Zarówno powyżsi Michał Stanisław, jak i Aleksander Kakowscy, wyemigrowali poza Mazowsze – na tereny ziemi dobrzyńskiej i Prus Królewskich. Zarówno w Kakach-Mroczkach, jak i okolicznych wsiach przetrwali po dziś dzień przedstawiciele biedniejszych gałęzi rodu Kakowskich.